# Hell Yes
«Hell Yes» es una canción del músico estadounidense Beck, lanzada como tercer y último sencillo del álbum Guero en 2005. Una versión remix de 8 bits titulada "Ghettochip Malfunction (Hell Yes)" aparece en el EP homónimo, y en Guerolito, además de también haber sido lanzada como sencillo. Christina Ricci proporciona la voz femenina japonesa en la pista.

## Video musical
El video musical de "Hell Yes" cuenta con cuatro robots QRIO, desarrollados por Sony Japón. El QRIO fue diseñado para continuar las conversaciones, adaptarse a su entorno e imitar los movimientos humanos, incluyendo rutinas de baile. Fotos de Beck interpretando esta canción se imponen en la pared detrás de los QRIOs. En el momento de la filmación del video,  sólo había cuatro QRIOs en el mundo, los cuales aparecen en este video. El vídeo fue dirigido por Garth Jennings.

## Lista de canciones
1. «Ghettochip Malfunction» (Hell Yes) - 2:41
2. «Hell Yes» (Álbum Versión) - 3:17
3. «Guchi Bag In Flames» (Hell Yes) - 2:41